# Расински анали
Расински анали су часопис за историографију, архивистику и хуманистичке науке посвећен истраживању историје Крушевца и околине. Издаје га Историјски архив Крушевац.

## О часопису
Часопис објављује научноистраживачке радове, стручне прилоге и прикупља грађу за друштвену, политичку и културну историју Крушевца и Расинског округа. 
Финансира се из средстава буџета града Крушевца.
Излази полугодишње.
Текст од броја 11 из 2013. године је на српском и енглеском језику.

## Главни и одговорни уредници
- од бр. 1 (2003) Миломир Стевић
- од бр. 7 (2009) Драгиша Милошевић
- од бр. 11 (2013) Ненад Соколовић

## Штампарије
Часопис Расински анали штампан је у следећим штампаријама:
- од бр. 3 (2005) Милиреx, Крушевац;
- од бр. 4 (2006) Медиа принт, Крушевац;
- од бр. 6 (2008) Sigrafplus, Крушевац;
- од бр. 7 (2009) Милиреx, Крушевац;
- од бр. 10 (2012) Графика Симић, Крушевац;
- од бр. 11 (2013) Milirex, Крушевац